# Kadekoppa, Kushtagi
Kadekoppa là một làng thuộc tehsil Kushtagi, huyện Koppal, bang Karnataka, Ấn Độ.